# Gvozdenović
Gvozdenović (en serbe cyrillique : Гвозденовић) est un village de Serbie situé dans la municipalité d’Ub, district de Kolubara. Au recensement de 2011, il comptait 406 habitants.

## Démographie
| 1948 | 1953 | 1961 | 1971 | 1981 | 1991 | 2002 | 2011 |
| ---- | ---- | ---- | ---- | ---- | ---- | ---- | ---- |
| 868  | 839  | 744  | 643  | 567  | 509  | 468  | 406  |

|  |